# Special Herbs, Vol. 2
Special Herbs, Vol. 2 è il secondo album della serie strumentale Special Herbs, realizzata da Daniel Dumile sotto lo pseudonimo Metal Fingers. Tutte le tracce hanno il nome di un fiore o di una pianta, fatta eccezione per Monosodium Glutamate e Red 40.
Il titolo dell'album potrebbe essere fuorviante, in quanto non si tratta di un prodotto composto del tutto da inediti. Alcune canzoni, come la traccia numero 9, sono contenute anche in Special Herbs, Vol. 1. La causa di questa ripetizione è il fatto che gli album furono pubblicati per etichette discografiche differenti. Sempre per questo motivo, spesso ci si riferisce a questo prodotto come a Special Herbs, Vols. 1 & 2.

## Tracce
1. Saffron - 3:24
  - Contiene un campione da Hogin' Machine di Les Baxter, dalla colonna sonora di Hell's Belles.
2. Arrow Root - 3:45
3. Zatar - 3:14
  - Contiene un campione da Been So Long di Anita Baker
4. Fenugreek - 3:22
5. Sumac Berries - 3:34
6. Coriander - 3:03
7. Shallots - 4:00
  - Prodotta da DJ Subroc
8. Charnsuka - 2:19
9. Monosodium Glutamate - 2:40
  - Contiene un campione da One Hundred Ways di Quincy Jones, dall'album The Dude.
10. Red 40 - 3:39
  - Contiene un campione da Rocket In The Pocket di Cerrone.
11. Nettle Leaves - 3:28
  - Contiene un campione da It's a New Day di Skull Snaps, dall'album Skull Snaps, e da Eastern Market di Yusef Lateef, dall'album Yusef Lateef's Detroit.
12. Mullein - 4:40
13. Mugwort - 2:26
  - Contiene un campione da Hangin' On di Coke Escovedo dall'album Comin' at Ya.
14. All Spice - 3:00
15. Lovage - 3:57
  - Contiene un campione da True Love di Faze-O.
16. Eucalyptus - 2:44
17. Myrrh - 6:36
  - Contiene un campione da Friends di Whodini, dall'album Escape e da Friends and Strangers di Ronnie Laws, dall'album Friends And Strangers.

## Altre versioni
- Saffron è la versione strumentale di Doomsday di MF DOOM, dall'album Operation: Doomsday.
- Arrow Root è la versione strumentale di Next Levels di King Geedorah (con la partecipazione di Scienz of Life), dall'album Take Me to Your Leader; appare anche in Ride The Arrow, dalla compilation X-Ray Monster Mixes 2, di Spiga and King Caesar.
- Zatar è la versione strumentale di Foolish, di MF Grimm (con la partecipazione di MF DOOM e Megalon), dall'album The Downfall of Ibliys: A Ghetto Opera.
- Fenugreek è la versione strumentale di 1,2...1,2, di Monsta Island Czars, dall'album Escape from Monsta Island!; appare anche in 9 Milli Bros. dall'album Fishscale, di Ghostface Killah (con la partecipazione di Wu-Tang Clan).
- Sumac Berries è la versione strumentale di Scientific Civilization, da Escape from Monsta Island!, di Monsta Island Czars; appare anche in Fishscale (Indy 102 del John Robinson Project e Jellyfish di Ghostface Killah, qui con la partecipazione di Trife Da God).
- Coriander è la versione strumentale di Mic Line di King Geedorah, da Escape from Monsta Island!.
- Shallots è la versione strumentale di Hands of Doom di MF DOOM, da Operation: Doomsday.
- Charnsuka è la versione strumentale di ? di MF DOOM (con la partecipazione di Kurious), da Operation: Doomsday.
- Monosodium Glutamate è la versione strumentale di Rhymes Like Dimes di MF DOOM featuring DJ Cucumber Slice, da Operation: Doomsday.
- Red #40 è la versione strumentale di Make It Squash! (Got a Roc) di Kong, Megalon, King Caesar e Rodan, da Escape from Monsta Island!; appare anche in Bottle Rocket di MF Grimm, dall'album Special Herbs and Spices Volume 1.
- Nettle Leaves è la versione strumentale di Who You Think I Am? di MF DOOM (con la partecipazione di King Caesar, Rodan, Megalon, Kamackeris and Kong), da Operation: Doomsday.
- Mullein è la versione strumentale di Live Wirez di Gigan, dalla compilation X-Ray Monster Mixes 1.
- Mugwort è la versione strumentale di Fastlane di King Geedorah (con la partecipazione di Kurious), da Take Me to Your Leader; appare anche in on Shifting Lanes di GM Grimm (con la partecipazione di Kurious), da Special Herbs and Spices Volume 1.
- All Spice è la versione strumentale di Kon Karne di MF DOOM, dall'album MM..Food?. Doveva essere usata anche in My Love di GM Grimm, per il suo triplo album American Hunger, ma Grimm, a motivo dei dissidi con Dumile, ha deciso di sostituirlo con un altro beat.
- Lovage è la versione strumentale di Guinnesses di MF DOOM (con la partecipazione di Angelika and 4ize), da MM..Food?.
- Eucalyptus è la versione strumentale di I.B.'s di GM Grimm, da The Downfall of Ibliys: A Ghetto Opera.
- Myrrh è la versione strumentale di Deep Fried Frenz di MF DOOM, da MM..Food?.
- Metal Flowers, la ghost track che segue a Myrrh, è la versione strumentale di Beef Rapp, da MM..Food?; è stata inclusa con il titolo Vervain in Special Herbs, Vols. 9 & 0.